# Polaco (оскорбление)
Польский (polaco) — это прозвище, используемое в Испании для обозначения каталонцев или их языка. Оно имеет довольно уничижительный оттенок и пережило значительный бум в середине двадцатого века, особенно во время режима Франко, со стороны фалангистов, военных или испанских националистов. В настоящее время оно редко используется в разговорной речи, и в любом случае это неполиткорректное прилагательное, которое может быть истолковано как оскорбление.